# تبصر (طولكرم)
تُبصُر هي قرية فلسطينية مهجرة، تعرف أيضًا باسم خربة عزون. تقع هذه القرية العربية إلى الجنوب الغربي من طولكرم، في أقصى الجنوب الغربي لقضاء طولكرم بالقرب من الحدود الإدارية لقضاء يافا، بين قلقيلية وقرية الحرم (سيدنا علي) تبعد عن قلقيلية نحو 9 كم وعن قرية الحرم نحو 7 كم، كما تبعد عن غربي طريق يافا– حيفا الرئيسية المعبّدة أقل من كيلومتر. كما تصلها طرق فرعية بالقرى العربية والمستعمرات اليهودية المجاورة.
نشأت تبصر فوق رقعة منبسطة من أراضي السهل الساحلي الشمالي، ترتفع 50م عن سطح البحر، ويبدأ المجرى الأعلى لوادي الحبل من طرفها الغربي. كانت بيوتها مبنية من اللبن والإسمنت، واتخذ مخططها شكل المستطيل الذي يمتد طوله من الشمال إلى الجنوب. بنى السكان فيها مدرسة ابتدائية للبنين، وأقيم فيها أيضًا مسجد إلى جانب بعض الدكاكين التجارية. كما تحتوي تبصُر على آثار أسس بناء وبئر وقطع أرض مرصوفة بالفسيفساء ومدافن. وصلت مساحتها في عام 1945 إلى 29 دونمًا.
في عام 1948 تعرضت تبصر لهجوم يهودي فدافع أهلها عنها، لكنّ اليهود تمكنوا في النهاية من دخول القرية وطرد سكانها العرب منها، ثم أزالوا معالمها لتتوسع مستعمرة «رعنانا» الواقعة جنوبي تبصر على حساب أراضيها.

## احتلال القرية وتطهيرها عرقيًّا
استنادًا إلى المؤرخ الإسرائيلي بني موريس كانت تبصر أولى القرى التي هجرها سكانها هجرة جماعية في منطقة تزدحم بالمستعمرات اليهودية إلى الشمال من تل أبيب مباشرةً، حيث رحل معظم السكان فيما ذكر منذ 21 كانون الأول ديسمبر 1947 خوفًا من هجمات اليهود. رغم أنّ غارات عدّة شنّت في تلك المنطقة في الأسابيع القليلة السابقة ليس هناك أي ذكر لغارة على تبصر تحديدًا، الّا أنّ هناك من دلائل ما يشير إلى أنّ بعض السكان على الأقل مكث في القرية مدة ثلاثة أشهر أخرى، حتى نيسان\ أبريل. في ذلك التاريخ طرد بعض السكان من تبصر بأمر من «الهاغاناه» في عملية التطهير النهائي لتلك المنطقة الساحلية، ذلك استنادًا إلى تقرير للاستخبارات العسكرية الإسرائيلية.

## القرية اليوم
تغطي بساتين الحمضيات الإسرائيلية الموقع بأسره، بحيث أصبح من الصعب التمييز بينه وبين الأراضي المجاورة.

## المستعمرات الإسرائيلية على أراضي القرية
في سنة 1921 انشأ الصهيونيين مستعمرة «رعنانا» جنوبي القرية بعد الحد الفاصل بين قضائي يافا وطولكرم، ثم توسعت لتكون بلدة بات بعض ضواحيها يقع على أراضي القرية. كما تقع مستعمرة «باتسرا» التي أسست سنة 1946 على أراضي القرية إلى الشمال من موقعها.